# Gagrella fulva
Gagrella fulva is een hooiwagen uit de familie Sclerosomatidae.